# Premis Ondas 1999
Els Premis Ondas 1999 van ser la quaranta-sisena edició dels Premis Ondas, fallats el 27 d'octubre de 1999. Aquesta edició coincideix amb el 75 aniversari de Radi Barcelona i amb una gran exposició sobre la Ràdio a Espanya que també ser realitza a Barcelona. La gala d'entrega dels premis del 12 de novembre fou retransmesa des del Palau Nacional al Canal+. Va ser presentada per Iñaki Gabilondo i Gemma Nierga, i comptà amb les actuacions, entre d'altres de Joan Manuel Serrat, Alejandro Sanz, i Luz Casal.

## Nacionals de ràdio
- José Hermida, empresari i creador de Radio Pontevedra
- Matilde Conesa
- Antonio González Calderón
- Joaquín Soler Serrano
- Alberto Oliveras Mestre
- Matías Prats Cañete
- Vicente Marco
- Joan Viñas i Bona
- Raúl Matas
- Juana Ginzo
- Millor espai publicitari en ràdio: ONCE
- Premi especial del jurat: Cola Cao, de Nutrexpa

## Internacionals ràdio
- Kosowo z daleka. Polskie Radio
- Rafael Sanchez erzählt: Spiel mir das lied vom tod. Westdeutscher Rundfunk
- Zawod na czasie. Polskie Radio

## Nacionals televisió
- Millor sèrie: Compañeros, Antena 3 Televisión
- Millor programa d'entreteniment: Séptimo de caballería de TVE
- Millor labor professional: Víctor Santamaría Canal +
- Programa més innovador: Epílogo, Canal +
- Millor programa especialitzat ex aequo: Informativos Telecinco i CNN+
- Premis especials del jurat: Al suport donat al cinema espanyol per part de totes les televisions, i a la cobertura de TVE del mundial d'Atletisme de Sevilla

## Internacionals televisió
- Donnacha, de Raidió Teilifís Éireann
- Real men don't wear togs de Raidió Teilifís Éireann
- Le cas Lovecraft de France 3
- Menció especial: Azinhaga, Lisboa, Lanzarote..., per José Saramago, TVE

## Iberoamericans
- Radio Exterior de España
- Caracol Televisión, Colòmbia

## Cinema
- Millor director: José Luis Cuerda per La lengua de las mariposas
- Millor actor ex aequo: Javier Bardem i Eduard Fernández per Los lobos de Washington
- Millor actriu: María Galiana per Solas
- Millor pel·lícula espanyola: Todo sobre mi madre de Pedro Almodóvar
- Premi Cinemanía: Luis García Berlanga
- Premi especial del jurat: Amic/Amat de Ventura Pons[4]

## Música
- Millor cançó: Mi confianza, de Luz Casal
- Millor clip: Sube sube, de Nacho Cano Realitzador: Pedro Aznar
- Millor artista espanyol: Joaquín Sabina
- Millor grupo llatí: Maná
- Millor artista revelació espanyol: Hevia
- Millor grupo revelación llatí: Só Pra Contrariar
- Millor àlbum: Toma Ketama de Ketama
- Millor artista en directe: Dover
- A la labor més notòria en la música clàssica: Montserrat Caballé
- Ondas especial del jurat per la seva trajectòria en el món del flamenc: Chano Lobato
- Ondas especial de l'Organització: Los del Río
- Esment especial del Jurat de Música: Alfredo Kraus